# Автошлях Т 0233
Автошля́х Т 0233 — автомобільний шлях територіального значення у Вінницькій області. Пролягає територією Томашпільського, Крижопільського та Піщанського районів через Вапнярку — Крижопіль — Піщанку — Загнітків (пункт контролю). Загальна довжина — 53,3 км.

## Маршрут
Автошлях проходить через такі населені пункти:
| Автошлях Т 0233            |        |
| Вінницька область          |        |
| Томашпільський район       |        |
| Вапнярка                   | Р08    |
| Високе                     |        |
| Крижопільський район       |        |
| Красне                     |        |
| Сонячне                    |        |
| Крижопіль                  | Т 0202 |
| Піщанський район           |        |
| Яворівка                   |        |
| Ставки                     |        |
| Піщанка                    | Т 0225 |
| Студена                    |        |
| Загнітків (пункт контролю) |        |

## Галерея

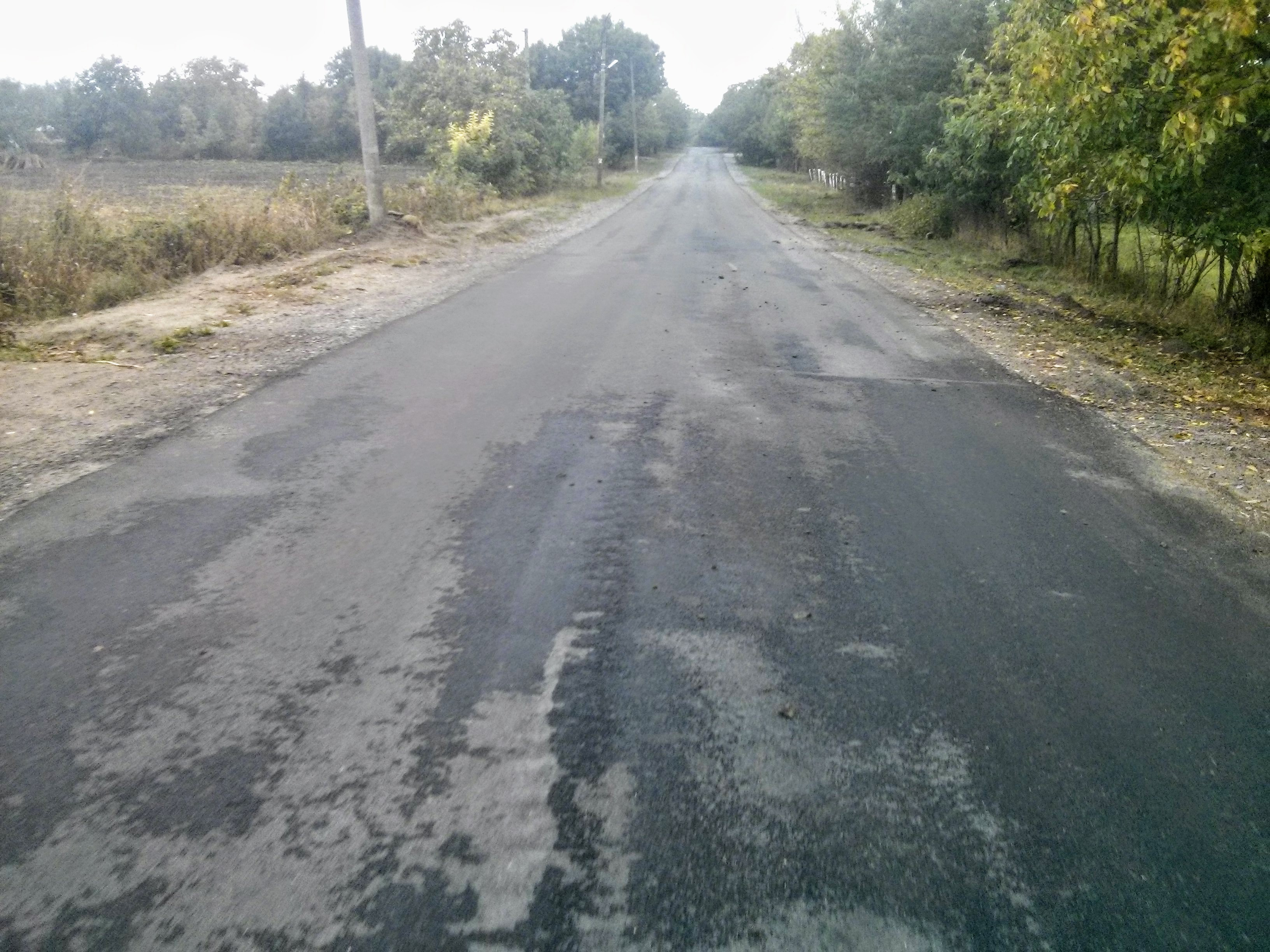
Оновлена автодорога Т0233 у селі Студена на Вінниччині. Вересень 2017 року